# Eiserner Mann

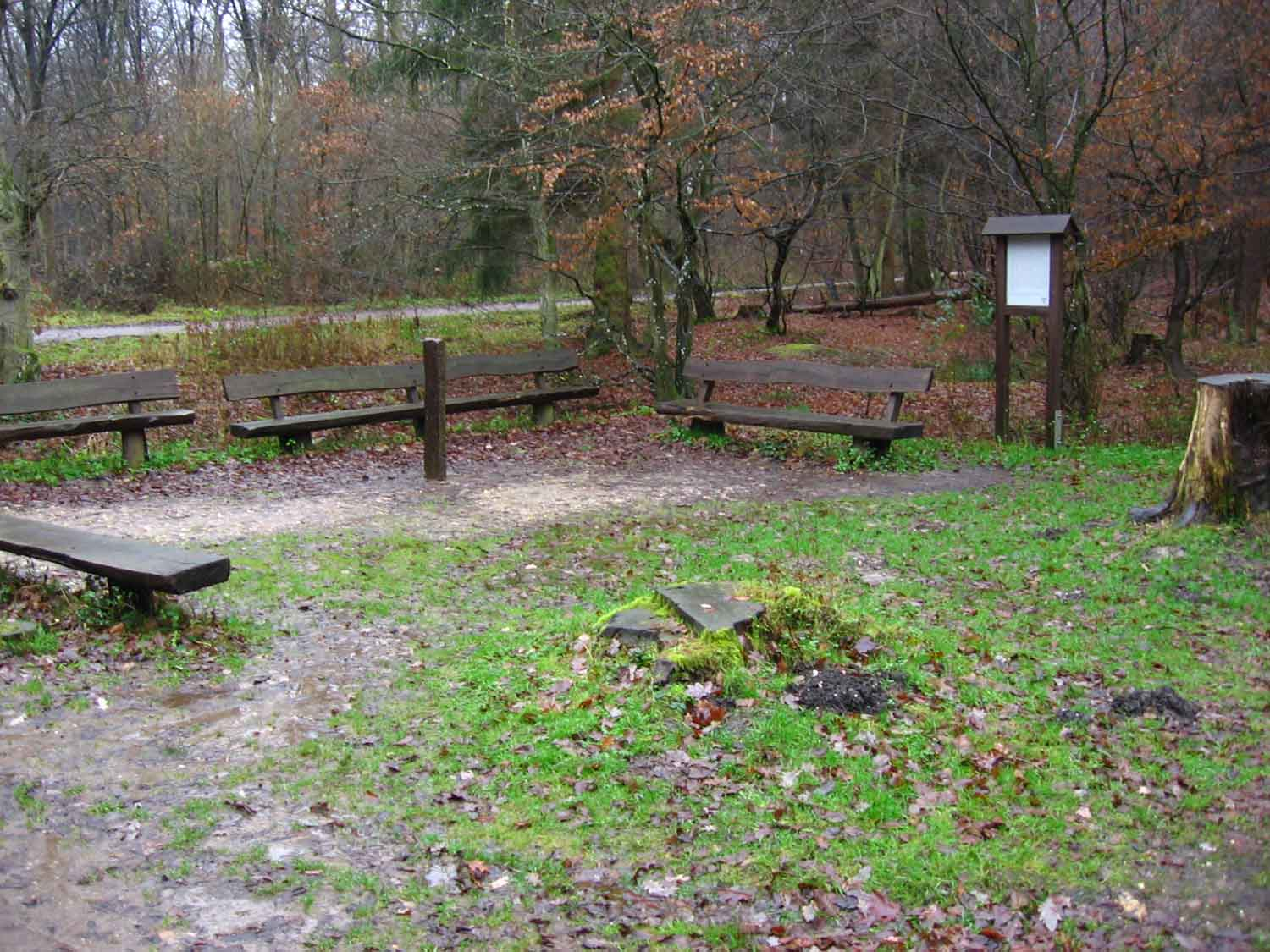
Alrededores del Pilar

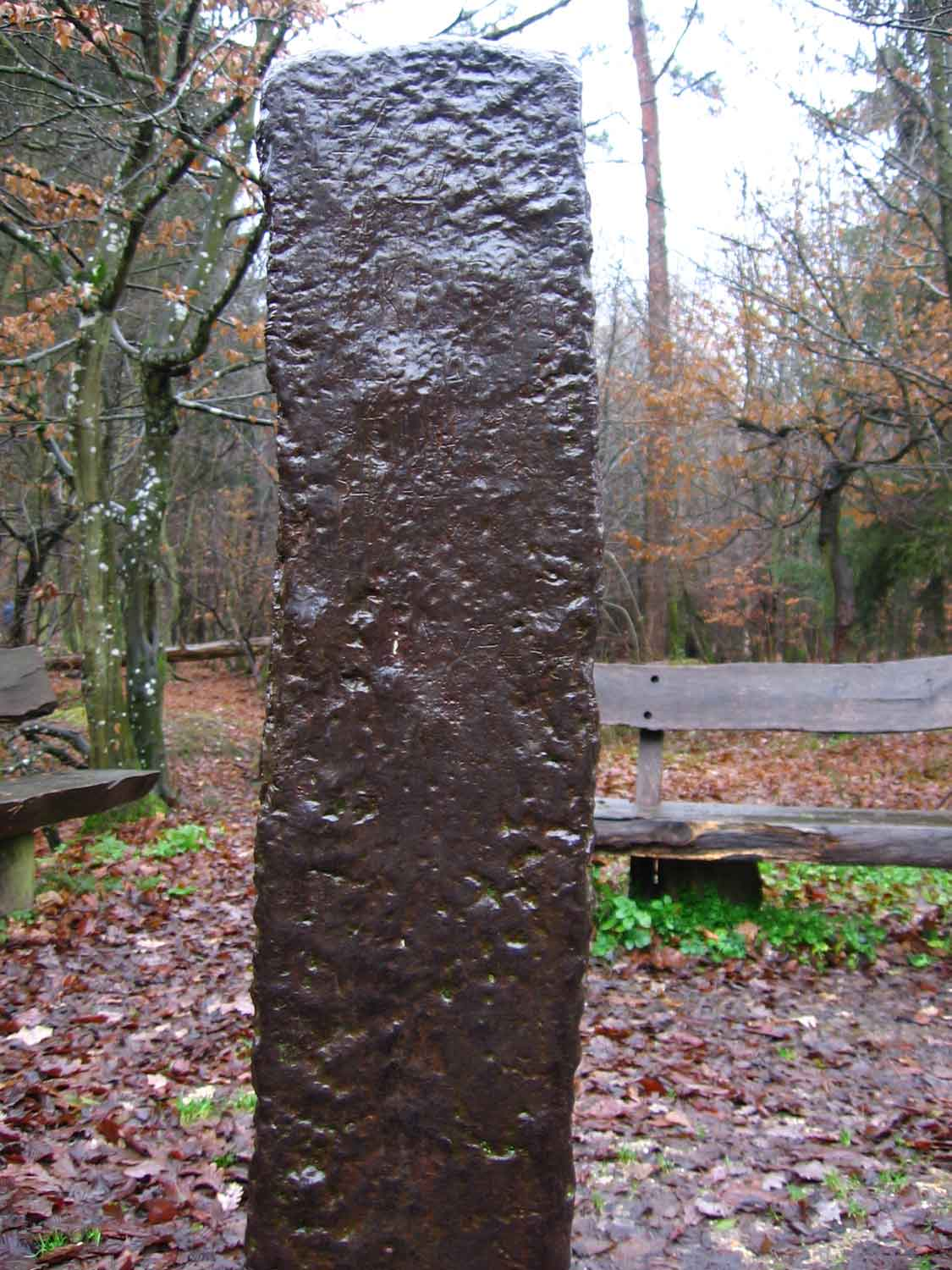
El Pilar del hombre de Hierro

Der Eiserne Mann ("El Hombre de Hierro") es un antiguo pilar de hierro parcialmente enterrado en el suelo en el Kottenforst-Ville Nature Park en Alemania, aproximadamente a dos kilómetros al noreste del pueblo de Dünstekoven. Es una barra de metal de forma rectangular con aproximadamente 1,2 metros sobre el suelo y aproximadamente 1,0 metro bajo tierra. Actualmente, el pilar se encuentra en un cruce de senderos que fueron construidos a principios del siglo XVIII a través de la zona de bosque antes intransitable, aunque se cree que antes de ese tiempo estaba ubicado en otro lugar cercano.
El pilar es una curiosidad única en Europa Central y algunas personas lo consideran un OOPART. Se mencionó por primera vez en un documento del siglo XVII, donde se utilizó como marcador de límite de un pueblo. En las cercanías hay antiguos acueductos junto con un antiguo camino de piedra.
Una investigación metalúrgica en la década de 1970 demostró que el pilar está hecho de hierro fundido. Fue vertido en una zanja de tierra, lo cual es consistente con los métodos medievales de trabajo del hierro.
Después de estar expuesto durante mucho tiempo a las inclemencias del tiempo, el hombre de hierro muestra signos de erosión, pero sorprendentemente hay muy poco rastro de óxido. Se encuentra en las coordenadas 50.70757° N y 6.96105° E, a una altitud aproximada de 159 metros.

## Explicación
Junto al pilar hay un letrero en alemán que traduce lo siguiente:

El Hombre de Hierro es un fragmento de una barra de hierro fundido. Tiene aproximadamente 2,18 metros de largo y alrededor de 1 metro de su extremo en forma de T está enterrado en el suelo. Aparentemente, esto estaba destinado como punto de anclaje para el transporte y procesamiento, y hasta ahora ha evitado cualquier intento de remover el lingote por la fuerza. Su superficie porosa y la sección transversal irregular en toda su longitud son causadas por la técnica de vertido sobre una base de arena. La técnica y la forma indican que fue fabricado a finales de la Edad Media.

El origen y propósito original del Hombre de Hierro no han sido explicados satisfactoriamente. Siempre ha estado rodeado de numerosos cuentos, leyendas y especulaciones pertinentes y también oscuras. Se mencionó por primera vez en un documento en 1625 como parte de la línea fronteriza entre Alfter y Heimerzheim a lo largo del acueducto romano. Según una fuente posterior, todavía cumplía esta función en 1717. Su posición anterior no se puede localizar con precisión. No fue hasta 1727, bajo el príncipe elector Clemens, que el Hombre de Hierro fue colocado en su posición actual. Sirvió como marcador de la línea principal de planificación al expandir el sistema de senderos para la caza entre el Palacio Augustsburg en Brühl y el Palacio Herzogsfreude en Röttgen. Hoy en día, es un punto de encuentro popular entre los excursionistas.
Heimat- und Verschönerungsverein Buschhoven e. V.
Quelle: K. Grewe, Der Eiserne Mann im Kottenforst, Cologne, 1978